# Planinsko polje (Vogelschutzgebiet)
Das europäische Vogelschutzgebiet Planinsko polje liegt auf dem Gebiet der Gemeinden Logatec (deutsch: Loitsch) und Postojna (deutsch: Adelsberg) im Westen Sloweniens. Das etwa 10,5 km² große Gebiet umfasst die Karstsenke Planinsko polje, die vom Fluss Unica durchflossen wird. Die Landschaft wird von typischen Karstformen, wie Höhlen und Ponoren, geprägt. Bei starken Regenfällen wird die Ebene häufig überschwemmt, weil die Durchlässigkeit des Untergrunds für die kurzzeitig auftretenden Wassermengen nicht ausreichend hoch ist. Die regelmäßigen Überschwemmungen erschweren den Ackerbau und die intensive Landwirtschaft, so dass die Ebene von extensiv bewirtschaftetem Grünland, wie Feuchtwiesen und Kalkmagerrasen, bestimmt wird.

## Schutzzweck
Folgende Vogelarten sind für das Gebiet gemeldet; Arten, die im Anhang I der Vogelschutzrichtlinie geführt sind, sind mit * gekennzeichnet:
| Bild             | Anhang I | EU Code | Art              | wissenschaftlicher Name |
| ---------------- | -------- | ------- | ---------------- | ----------------------- |
| Wachtelkönig     | *        | A122    | Wachtelkönig     | Crex crex               |
| Neuntöter        | *        | A338    | Neuntöter        | Lanius collurio         |
| Sperbergrasmücke | *        | A307    | Sperbergrasmücke | Sylvia nisoria          |